# Monte Aga
Le Monte Aga est une montagne qui s’élève à 2 720 m d’altitude dans les Alpes bergamasques, en Italie.